# Räddningsstation Bergkvara
Räddningsstation Bergkvara är en av Sjöräddningssällskapets räddningsstationer.
Räddningsstation Bergkvara ligger i Bergkvara. Den inrättades 1983 och har 17 frivilliga.

## Räddningsfarkoster
- Rescue PG Traung av Postkodlotterietklass, byggd 2013
- Rescue Stig Wadström av Gunnel Larssonklass, byggd 2019
- Rescue Puustelli, en 7,65 meters öppen båt, byggd 2000
- Rescuerunner Tanum Komponent, byggd 2008

## Tidigare räddningsfarkoster
8-02 Rescue Magnhild Ekman, en 8,4 meter lång, öppen räddningsbåt av Gunnel Larssonklass, byggd 1998, senare Räddningsstation Gävle